# フォーデイズ
フォーデイズ株式会社は、東京都中央区に本社を置く健康食品および化粧品の開発・販売する企業である。

## 概要
1997年4月に設立。
1999年12月より核酸ドリンク「ナチュラルDNコラーゲン」の販売を開始。
2009年に「フォーデイズ品質管理センター」を静岡に設立。
2017年、核酸ドリンクの開発・製造・品質管理を自社で行う「ナチュラルDNコラーゲン岐阜工場」を設立。
2017年、不実告知などの特定商取引法違反により11月24日付けで消費者庁から業務停止6か月間に処され、2018年5月24日に新規契約業務の再開を公表した。

## 沿革
- 1997年 - 4月 - 設立
- 1999年 - 12月 - ナチュラルDNコラーゲン発売開始
- 2002年 - 10月：福岡サロンオープン、11月：東京サロンオープン
- 2003年 - 3月 ：愛知サロンオープン、10月：広島サロンオープン
- 2004年 - 2月：大阪サロンオープン、6月：北海道サロンオープン
- 2006年 - 1月：宮城サロンオープン
- 2007年 - 1月、ナチュラルDNコラーゲン特許取得 第3899436号(製法特許)[4]。1月：シナプスカフェ鹿児島オープン、6月：シナプスカフェ香川オープン、11月：シナプスカフェ福島オープン
- 2008年 - 9月、昭和大学寄附講座開設。10月、東京大学と共同研究開始。11月、NPO法人ネパール・シナプス自立支援協会設立[5]
- 2009年 - 12月、品質管理センターオープン
- 2010年 - 11月、福蒂姿（上海）貿易有限公司設立
- 2011年 - 10月：旭川ステーションオープン
- 2012年 - 5月：静岡ステーションオープン、10月：ショコラトリー「pourjours」（東京・表参道）オープン、12月：UC Davis（カリフォルニア大学デービス校）との共同研究開始
- 2013年 - 3月：大分ステーションオープン。3月、米国エマウス・メディカル株式会社傘下、エマウス・ライフサイエンス株式会社（エマウス・ライフサイエンス社)資本参加[6]。9月：岡山ビューティースペースオープン。九州国際重粒子線がん治療センター」プロジェクト資金支援。10月、NPO法人安らぎ呼吸プロジェクト設立。12月：フォーデイズスタジオオープン
- 2014年 -  1月、微細藻類製造・販売を行う企業「スメープジャパン」（青森県石巻市）資本参加。
- 2015年 -6月、東京大学大学院農学生命科学研究科『食と生体機能モデル学』フォーデイズ寄附講座開設
- 2017年 - 12月、「食の研究会」設立
- 2020年 - 12月、「ナチュラルDNコラーゲン」発売20周年目を迎える

## 事業所
- 全国サロン・シナプスカフェ・ステーション・ビューティースペース
  - 北海道サロン[7]
  - 宮城サロン[8]
  - 東京サロン[9]
  - 愛知サロン[10]
  - 大阪サロン[11]
  - 広島サロン[12]
  - 福岡サロン[13]s
  - シナプスカフェ福島[14]
  - シナプスカフェ香川[15]
  - シナプスカフェ鹿児島[16]
  - 旭川ステーション[17]
  - 大分ステーション[18]
  - プレミアムスペースfor members[19]
  - フォーデイズトリートメントルーム[20]
  - フォーデイズスタジオ[21]
  - フレンドリールーム＆キッチンスタジオ[22]
  - キッチンスタジオ博多[23]
- フォーデイズ岐阜工場[24]
- フォーデイズ品質管理センター[25]

- 保養所
  - 熱海保養所[26]
  - 湯布院保養所[27]
  - 台湾別荘[28]

- 海外拠点・保養所
  - 中国・上海[29]
  - 台湾・台北
  - 韓国[30]
  - フィリピン[31]（準備中）
  - ベトナム[32]（準備中）

- その他事業
  - プールジュール[33]販売形態

同社の販売形態は、特定商取引法に定義される連鎖販売取引（MLMマルチレベルマーケテイング）である。
報酬プランはユニレベルを基本とした「5種類のボーナス」で構成されておりフォーデイズ独自となっている。会員登録時、5つの登録コース（A・B・F・G・I）から選択する特定負担が必要。登録には紹介者がいないと出来ない。会員は同社から直接商品を購入する。会員登録と自らの製品購入を条件として報酬を得る権利を有する。

## 社会貢献活動

### ネパール自立支援
2008年11月、ネパール国民、主にネパール・サランコット村の住民の自立した生活への支援を目的に、フォーデイズとネパール政府観光局の支援で特定非営利活動法人としてネパール・シナプス自立支援協会発足。
2009年3月、ワークトレーニングセンターを設立し母親の自立を目指し、ミシンによる伝統工芸品作りの講習を開始。
2011年12月、フォーデイズレストラン完成。レストランの他に伝統工芸品の販売なども行えるようになる。その後は地元住人達で設立した「ネパール・フォーデイズ自立支援協会」に支援事業を移行しサポート活動を行う。

### 東日本大震災被害に対する支援
被災者救済のための救援活動及び復興支援活動等資金として、産経新聞社と産経新聞厚生文化事業団の救援金受付を通し、フォーデイズおよび会員からの義援金3億1495万44円を寄付。
2012年「心をつなごう日本“東北復興祭”」特別協賛/「いわて三陸鎮魂復興祭」協賛

### 障害者への自立支援
2014年10月から日本と台湾の二つの障害福祉事業支援を開始。
日本では、知的障害者の“じりつ”（自立と自律の両方の意味）を目標に掲げる横浜「社会福祉法人幸会 障害福祉サービス事業所タキオン」、台湾では、台北市に本拠を置く障害者福祉団体「財団法人 伊甸（EDEN）社会福祉基金会」にて障害者の「自立」に向けた支援活動を行う。

### 日本の伝統文化支援
日本文化の支援を目的に歴史遺産、伝統芸能など「日本文化」を支援する産経新聞社の文化事業「世界遺産企画」に特別協賛および高度な杜氏スキルや高品質な醸造技術を持ちながら支援を求める日本酒蔵メーカーを支援する「酒造再生プロジェクト」発足。

### 安らぎ呼吸プロジェクト
2013年10月、東日本大震災で精神的に痛手を負ってしまった人、とりわけ子どもたちのメンタルケアを目的とし、活動で得た資金を東北の子どもたちの修学資金として援助し、子どもたちが健康で明るい未来を築ける一助となる目的活動を行う、特定非営利活動法人安らぎ呼吸プロジェクト発足。

### ネパール地震に対する支援
2015年に起きたネパール地震においてネパール被災地へフォーデイズおよび会員から義援金3060万円を寄付。また2015年～2017年にかけて地震で被災した4つの学校の建て替えを目的とし2,360万円を寄付。

### 熊本地震に対する支援・熊本城に対する支援
2016年6月、事業団を通し県に対して1億5900万円を寄付。また、熊本地震において被災した熊本城に対してもフォーデイズおよび会員から800万円を寄付。

### 西日本豪雨災害に対する支援
2018年、西日本豪雨災害被災地支援の義援金として産経新聞厚生文化事業団を通し、フォーデイズおよび会員から義援金1億4092万6932円を寄付

### その他協賛活動
- 産経新聞社主催「日本の伝統文化支援企画」特別協賛
  - 2012年 - 広島 厳島神社
  - 2013年 - 鎌倉 建長寺
  - 2014年 - 京都 醍醐寺2015年 - 奈良 春日大社
  - 2016年 - 京都 大覚寺
  - 2017年 - 栃木 日光東照宮
  - 2018年 - 北海道 五稜郭
- 女子ハンドボールクラブ「三重バイオレットアイリス」[40]公式スポンサー
- 映画「恋のしずく」[41]協賛

## 女性アスリートへのスポンサード
- 三重バイオレットアイリス
- 日本レスリング協会女子日本代表選手
- 野田樹潤

## 提供番組
- 上柳昌彦 あさぼらけ内包番組「食は生きる力 今朝も元気にいただきます」（ニッポン放送、毎週月曜・金曜　朝5:25頃）
- TVスポットCM (フォーデイズ企業CM)
  - BS朝日(BSA) 放映期間：2014年1月20日(月)
- TVスポットCM (ナチュラルDNコラーゲン)
  - 広島HOMEテレビ、KSB瀬戸内海放送、テレビ愛媛　放映期間：2012年12/15(土)～12/28(金)
  - 青森朝日放送、岩手朝日テレビ、秋田朝日放送、山形テレビ、東日本放送、福島放送、新潟テレビ21、静岡朝日テレビ、長野朝日放送、北陸朝日放送、瀬戸内海放送、テレビ愛媛、テレビ高知、山陰放送、広島ホームテレビ、テレビ山口、テレビ長崎、テレビ大分、熊本朝日放送、鹿児島テレビ　放映期間：2014年12月5日～12月23日
- TVスポットCM (ムーサ LU・セラム vi)
  - テレビ大分（TOS）放映期間：2013年2月24日（日） - 3月10日（日）
  - 鹿児島テレビ（KTS）、テレビ熊本（TKU）　放映期間：2013年3月3日（日） - 3月17日（日）